# 노동경제학
노동경제학(영어: labor economics, 勞動經濟學)은 노동 시장의 기능을 경제학 관점에서 연구한 학문이다. 19세기 이전의 경제학자들은 노동에 관련된 문제를 사회 현상에 기인하여 찾으려고 했다. 20세기 초반에 제도파 계열 경제학자들은 유럽과 미국의 노동 시장의 역사와 실증적인 노동 시장의 수요, 공급, 파급 현상을 연구했다. 그 결과 노동 시장에서 나타나는 여러 현상을 실증적으로 학문화하였고, 그것들에 대한 법칙을 수학적, 지표적으로 발달시켰다. 노동과 관련된 여러 문제를 해명하고 노동 복지를 향상할 목적으로 경제학의 일종으로서 등장했다. 이런 이유에서 노동경제학은 학술적으로 그 역사는 짧다. 노동경제학은 미시경제학의 한 분야로 알려졌지만, 실업과 임금 문제는 거시적인 경제 관점에서 보기 때문에 노동경제학은 미시, 거시경제학의 일부로 나누는 것보다는 응용경제학의 한 분야로 보는 것이 옳다. 요즘에는 노동경제학의 기법을 이용한 노동 시장, 노동 문제 분석도 활발하게 이루어지고 있다. 노동경제학은 대한민국 공인 노무사 시험 선택 과목 중 하나이기도 하다.

## 노동력 공급
노동력의 공급 주체는 가계이다. 노동 공급의 이론에는 더글라스의 법칙이 있는데, 이는 남편의 소득이 낮을수록 아내의 노동 참여율이 높다는 법칙이다. 이 같은 사실 외에도 노동경제학에서는 노동 공급력의 변수를 연구하고, 그것에 밀접한 사회-경제적 현상을 연구한다.

## 노동력 수요
노동력 수요 주체는 기업이다. 미시경제학에 따르면, 기업의 노동력 수요(고용량)은 실질 임금과 한계 생산력이 일치하도록 결정된다. 그리고 실질 임금과 한계 생산력에 맞춰 노동력 수요를 하는 것을 그리고 이를 고용 조정 능력이라고 한다. 노동 공급력과 노동 수요력과는 밀접한 관계가 있다.

## 임금결정론
노동력의 대가인 임금 결정 방식을 설명하는 가설은 많다. 여기서 주로 등장하는 용어는 실질임금과 한계생산력이다. 실질임금은 명목임금이라는 용어와 차이가 있다. 명목임금이 근로의 대가로 정당하게 받는 임금이라면 실질임금은 현재 물가지수와 명목임금의 관계가 결합하여 사회 수준에 실질적으로 보상되는 임금을 말한다. 공식은 (명목임금/물가지수) x 100이다.
- 한계생산력 가설 : 실질임금은 한계생산력과 일치한다는 가설이다.

- 보상 임금 가설 : 일의 특성(난이도, 매력)에 따라 임금이 조정되어 있다는 가설이다. 이 가설에 따르면, 일의 특성의 차이에 따라 임금 차도 달라지므로 3D 직종 계열은 임금이 높아질 것이다.

- 효율 임금 가설 : 일의 효율과 임금은 비례하기 때문에 실질임금은 한계생산력보다 높아진다는 가설이다.

## 같이 보기
- 한계생산력
- 명목임금
- 실질임금
- 노동 조합
- 구직

## 관련 서적
- 《노동경제학》(김우탁 저)
- 《현대노동경제학》(로날드 에렌버그 저)
- 《The Impact of International Capital Mobility on the Volatility of Labor Income》(해커 스콧 2000년 저)